# Çağla Kubat
Çağla Kubat (Esmirna, 16 de novembre de 1979), és una model, windsurfista i nedadora turca. Va quedar en segon lloc a Miss Turquia i fou representant de Turquia a Miss Univers el 2002. És enginyera mecànica d'İTÜ i ha treballat com a model i actriu de televisió. És membre de la selecció turca de surf de vela.
Guanyadora del Campionat d'Europa d'Eslàlom femení FIAC 2008, Kubat va quedar en tercer lloc en la Copa del Món de 2012 i la quarta el 2013 al PWA Eslàlom femení World Tour. Kubat també ha guanyat la Copa Nacional d'Eslàlom turc vuit vegades.
En una enquesta de 2016 va ser escollida la esportista més estimada de Turquia, juntament amb la tenista Çağla Büyükakçay.
Casada amb el surfista estatunidenc Jimmy Diaz des del 20 de setembre de 2013, és mare d'una filla, Selin Diaz.